# Paulus van Vianen

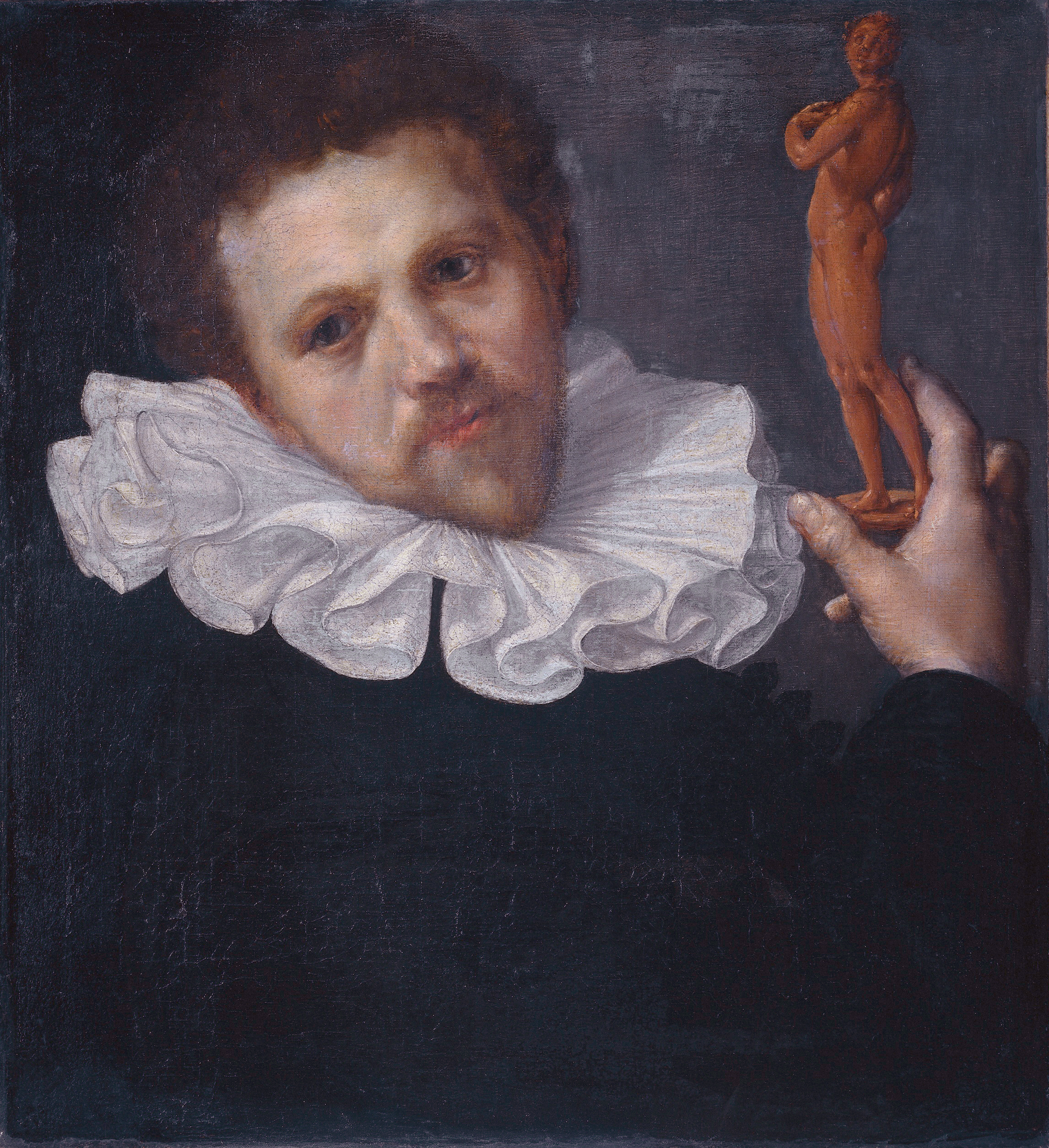
Paulus van Vianen, door Cornelis Ketel

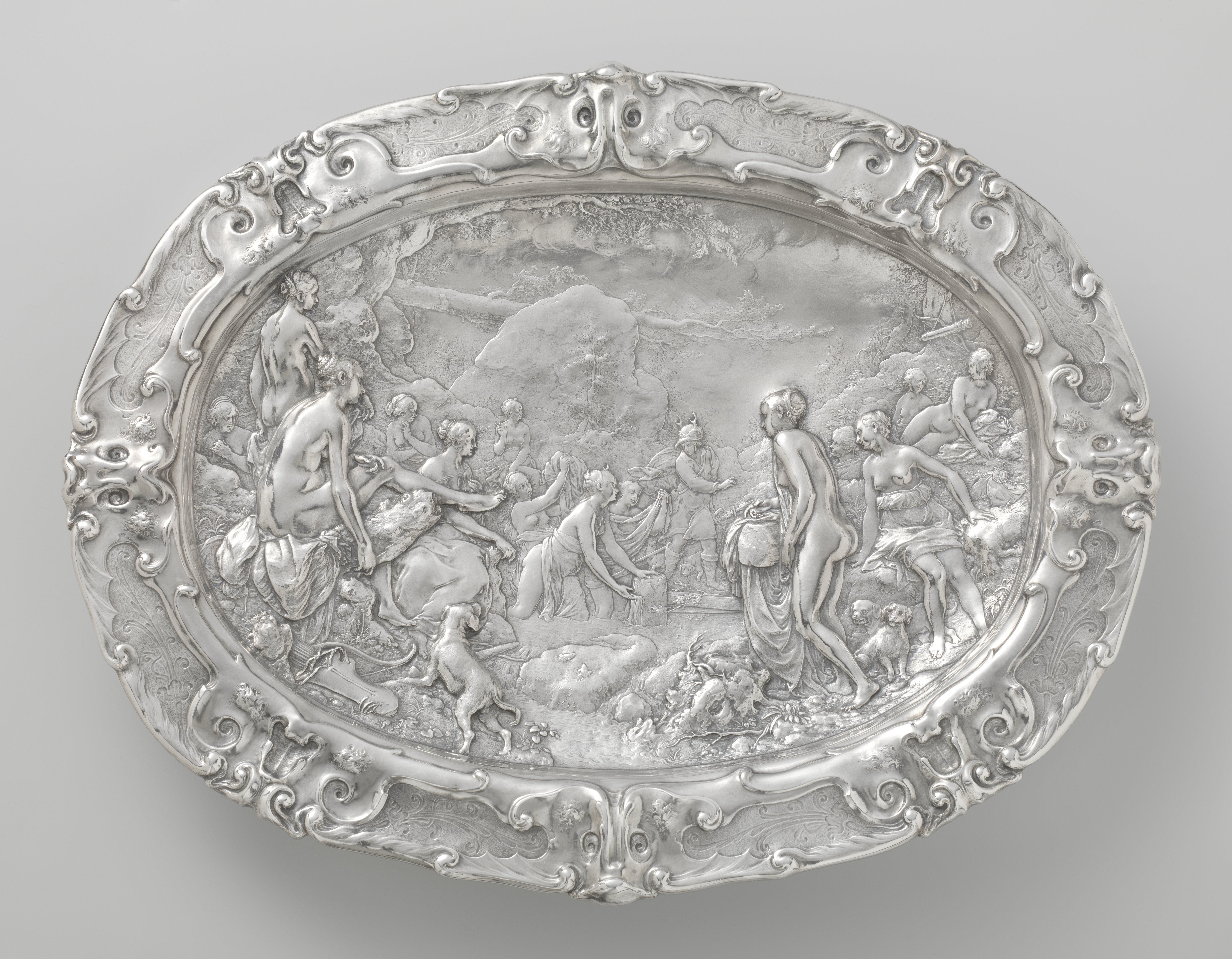
Zilveren schaal met voorstellingen uit de geschiedenis van Diana en Actaeon (1613). Begin 19e eeuw in de verzameling Hogguer-Ebeling; sinds 1947 in de collectie van het Rijksmuseum Amsterdam

Paulus van Vianen (Utrecht ca. 1570; Praag, 1613)  was een uit de  Noordelijke Nederlanden afkomstige zilversmid, medaillemaker en tekenaar, die samen met zijn broer Adam van Vianen belangrijk was bij de ontwikkeling van de zogenaamde kwabstijl ('auriculaire stijl') in de toegepaste kunsten.

## Levensbeschrijving
Paulus van Vianen kwam uit een familie van zilversmeden in Utrecht en leerde het vak aanvankelijk bij zijn vader Willem van Vianen, later bij de Utrechtse broers Bruno en Cornelis van Leydenberch. Andere leden van de edelsmedenfamilie Van Vianen waren zijn broer Adam, diens zoon Adam II, en Christiaan en Paulus II van Vianen.
Paulus van Vianen reisde in zijn jonge jaren onder andere door Frankrijk, Italië en Duitsland. In de jaren 1590 werd hij in het zilversmedengilde van München opgenomen. In 1601 trad hij in dienst van aartsbisschop Wolf Dietrich von Raitenau van Salzburg, maar twee jaar later verhuisde hij naar Praag, waar hij lid werd van de Praagse kunstschool onder Keizer Rudolf II. Hij overleed in 1613 in Praag, vermoedelijk als slachtoffer van een pestepidemie.

## Werken
Naast zijn werk als zilversmid en medaillemaker, was Paulus van Vianen actief als beeldhouwer en tekenaar (allegorische scènes en pastorale landschappen. Zijn werk bevindt zich in een groot aantal musea en particuliere collecties, verspreid over de hele wereld. Een bijzondere schaal van lapis lazuli in een gouden vatting van Paulus van Vianen uit 1608 in het Ashmolean Museum in Oxford werd in 2013 getaxeerd op 3,5 miljoen euro.
- Biografisch Portaal: 03833439
- Gemeinsame Normdatei: 118626795
- International Standard Name Identifier: 0000 0000 8266 0109
- KulturNav: fd3254c1-ee62-4e53-a3d5-1a0f8c9e24a7
- Library of Congress Control Number: n82244038
- Nationale Bibliotheek van Tsjechië: xx0081432
- Nationale bibliotheek van Australië: 35530723
- Nederlandse Thesaurus van Auteursnamen: 069391653
- RKD-Nederlands Instituut voor Kunstgeschiedenis: 80853
- SNAC: w6jm2vp2
- Système universitaire de documentation: 220116350
- Trove: 986517
- Union List of Artist Names: 500021694
- Virtual International Authority File: 74446181
- WorldCat: E39PBJqfFtDkPPqkdyd39Yvfv3